# Torneo Clausura 2020 (Panamá)
El Torneo Clausura 2020, oficialmente llamado por motivo de patrocinio Copa Tigo Clausura 2020, fue la duodécima tercera edición (23°) de la era Liga Panameña de Fútbol siendo el final de la temporada 2020. Su inicio se vio retrasado para el mes de octubre, teniendo en cuenta como evoluciona la Pandemia por COVID-19 en Panamá. El torneo es dedicado en honor a los héroes y fallecidos de la pandemia en el país.

## Novedades
- Entre los cambios más relevantes se anunció que a partir del torneo anterior la nomenclatura de los torneos variaría, ahora el primer torneo del año natural se llamaría Apertura y el segundo Clausura.[1]
- El torneo se jugó a una sola vuelta en la fase de clasificación, es decir 9 partidos por equipos.

## Sistema de competición

Trofeo oficial de la Liga Panameña de Fútbol desde el año 2014.

El torneo de la Copa Tigo Clausura 2020, está conformado en dos partes:
- Fase de clasificación: Se integra por las 9 jornadas del torneo. (Solo por este torneo)
- Fase final: Se integra por los partidos de play-offs, semifinal y final.

### Fase de clasificación
En la fase de clasificación se observó el sistema de puntos. La ubicación en la tabla general está sujeta a lo siguiente:
- Por juego ganado se obtendrán tres puntos.
- Por juego empatado se obtendrá un punto.
- Por juego perdido no se otorgan puntos.

En esta fase participan los 10 clubes de la Liga Panameña de Fútbol jugando en un todos contra todos durante las 9 jornadas respectivas, solo por este torneo.

### Fase final
Los seis clubes mejor ubicados en la tabla de posiciones clasifican a la fase eliminatoria. Los dos primeros tienen derecho a jugar semifinales directamente y a cerrar la serie como local, mientras que los otros cuatro jugarán a partido único un play-offs, en caso de un empate en los encuentros se disputaran tiempos extras, dos tiempos de 15 minutos cada uno, de persistir el resultado el partido se definirá desde la tanda de los penales. 
La primera etapa se desarrolla de la siguiente manera (Play-Offs):
La segunda etapa de la fase final, consiste en unas semifinales que se jugarán a partido único, en caso de que la igualdad persista, se procederá a jugar tiempos extras y eventualmente penales. Las semifinales se desarrollarán de la siguiente manera:
En la Final del torneo se reubicarán los clubes de acuerdo a su posición en la tabla, para determinar el conjunto local y visitante en el juego, respectivamente, para este torneo la final será a partido único y se jugará en el Estadio Agustín Muquita Sánchez, en caso de que la igualdad persista, se procederá a jugar tiempos extras y eventualmente penales.
Las parejas establecidas por la Liga Panameña de Fútbol para la fecha de clásicos son los siguientes:
- CD Plaza Amador vs. Tauro FC (Clásico Nacional)
- CD Árabe Unido vs. San Francisco FC (Clásico de la Rivalidad)
- Alianza FC vs. CD Plaza Amador (Clásico Viejo)
- Atlético Independiente vs. San Francisco FC (Derbi Chorrerano)
- CD Plaza Amador vs. San Francisco FC (Clásico Roji-Azul)
- San Francisco FC vs. Tauro FC (Clásico Joven)
- CD Árabe Unido vs. Tauro FC (Clásico de los títulos)
- Costa del Este FC vs. Tauro FC (Derbi del Este)
- Atlético Chiriquí vs. CD Universitario (Nuevo Clásico Interiorano)
- CD Plaza Amador vs. CD Árabe Unido

## Justicia Deportiva
- César Colpas
- Jafeth Perea Amador (árbitro FIFA) (2010)
- José Carrasco
- Jorge Negron
- Noriel Reina
- Raúl Rodríguez
- Ricardo Lay Melgar (árbitro FIFA) ()
- John Pittí (árbitro FIFA) (2012)
- Jeremy Phillips
- Mario Camarena
- Fernando Morón
- Gustavo González
- Oliver Vergara (árbitro FIFA) (2012)
- Ameth Sánchez (árbitro FIFA) (2014)

## Información de los equipos
Un total de 10 equipos disputarán el Torneo Clausura 2020:
| Equipo            | Entrenador        | Ciudad / Distrito | Estadio                   | Capacidad | Fundación      | Patrocinadores Principal                                        | Uniforme |
| ----------------- | ----------------- | ----------------- | ------------------------- | --------- | -------------- | --------------------------------------------------------------- | -------- |
| Alianza           | Cecilio Garcés    | Juan Díaz         | Rommel Fernández          | 32 000    | 1963 (62 años) | CliniLab Panamá Panamerican Network                             | Uhlsport |
| Árabe Unido       | Julio Medina      | Colón             | Armando Dely Valdés       | 1 221     | 1994 (30 años) | SSE AguAseo                                                     | Kelme    |
| Atlético Chiriquí | Patricio Sampó    | Chiriqui          | San Cristóbal             | 2 890     | 2002 (22 años) | McDonald's Cerveza Panamá                                       | FB Sport |
| Costa del Este    | Julio Infante     | Costa del Este    | Maracaná                  | 5 500     | 2008 (16 años) | Baruco Pest Control Desarrollo Villa Cande Os Segredos Da Carne | Puma     |
| Independiente     | Francisco Perlo   | La Chorrera       | Agustín "Muquita" Sánchez | 3 040     | 1982 (42 años) | Eco Moda Burger King                                            | Everlast |
| Plaza Amador      | Jorge Dely Valdés | El Chorrillo      | Maracaná                  | 5 500     | 1955 (69 años) | Copa Airlines                                                   | Puma     |
| San Francisco     | Gonzalo Soto      | La Chorrera       | Agustín "Muquita" Sánchez | 3 040     | 1971 (53 años) | Kentucky Fried Chicken                                          | Lotto    |
| Sporting SM       | Dorian López      | San Miguelito     | Javier Cruz García        | 700       | 1989 (36 años) | Copa Airlines Andes Mall                                        | FB Sport |
| Tauro             | Javier Ainstein   | Pedregal          | Rommel Fernández          | 32 000    | 1984 (40 años) | Caja de Ahorros Cemento Argos                                   | Patrick  |
| Universitario     | Gary Stempel      | Penonomé          | Virgilio Tejeira          | 900       | 2018 (6 años)  | Universidad Latina                                              | Lotto    |

Datos actualizados al 25 de septiembre de 2020.

### Cambios de entrenadores
| Equipo                 | Entrenador saliente | Fecha de salida          | Jornada dirigidas | Tipo de despido | Posición en la tabla | Reemplazado por   | Fecha de llegada         |
| ---------------------- | ------------------- | ------------------------ | ----------------- | --------------- | -------------------- | ----------------- | ------------------------ |
| Atlético Chiriquí      | Miguel Ángel Zahzú  | 31 de julio de 2020      | (Pretemporada)    | Acuerdo mutuo   | Pretemporada         | Patricio Sampó    | 31 de julio de 2020      |
| Tauro                  | Saúl Maldonado      | 30 de junio de 2020      | (Pretemporada)    | Fin de contrato | Pretemporada         | Rafael Mea Vitali | 13 de agosto de 2020     |
| Tauro                  | Rafael Mea Vitali   | 9 de noviembre de 2020   | (1-3)             | Acuerdo mutuo   | 9°                   | Javier Ainstein   | 9 de noviembre de 2020   |
| Sporting San Miguelito | Dorian López        | 2 de septiembre de 2020  | (Pretemporada)    | Equipo reservas | Pretemporada         | Jair Palacios     | 2 de septiembre de 2020  |
| Sporting San Miguelito | Jair Palacios       | 26 de octubre de 2020    | (Jornada 1)       | Acuerdo mutuo   | 10°                  | Dorian López      | 26 de octubre de 2020    |
| Plaza Amador           | Mike Stump          | 22 de septiembre de 2020 | (Pretemporada)    | Fin de contrato | Pretemporada         | Jorge Dely Valdés | 22 de septiembre de 2020 |
| Deportivo Árabe Unido  | Sergio Guzmán       | 25 de septiembre de 2020 | (Pretemporada)    | Asesor técnico  | Pretemporada         | Julio Medina      | 25 de septiembre de 2020 |

### Equipos por provincias
| Provincia    | N.º | Equipos                                                                      |
| ------------ | --- | ---------------------------------------------------------------------------- |
| Panamá       | 5   | Alianza FC Costa del Este FC CD Plaza Amador Sporting San Miguelito Tauro FC |
| Panamá Oeste | 2   | Atlético Independiente San Francisco FC                                      |
| Coclé        | 1   | CD Universitario                                                             |
| Colón        | 1   | Deportivo Árabe Unido                                                        |
| Chiriquí     | 1   | CD Atlético Chiriquí                                                         |
| Total        | 10  |                                                                              |

## Clasificación

### Tabla de posiciones
| Pos. | Equipo                 | Pts. | PJ | G | E | P | GF | GC | Dif. | Notas                                  |
| ---- | ---------------------- | ---- | -- | - | - | - | -- | -- | ---- | -------------------------------------- |
| 1    | C. A. Independiente    | 18   | 9  | 5 | 3 | 1 | 15 | 4  | +11  | Acceso directo a las semifinales.      |
| 2    | Tauro F. C.            | 15   | 9  | 4 | 3 | 2 | 11 | 9  | +2   | Acceso directo a las semifinales.      |
| 3    | Alianza F. C.          | 14   | 9  | 3 | 5 | 1 | 12 | 8  | +4   | Acceso a los play-offs de semifinales. |
| 4    | San Francisco F. C.    | 14   | 9  | 3 | 5 | 1 | 8  | 4  | +4   | Acceso a los play-offs de semifinales. |
| 5    | C. D. Plaza Amador     | 13   | 9  | 3 | 4 | 2 | 5  | 5  | 0    | Acceso a los play-offs de semifinales. |
| 6    | Costa del Este F. C.   | 12   | 9  | 2 | 6 | 1 | 11 | 9  | +2   | Acceso a los play-offs de semifinales. |
| 7    | Deportivo Árabe Unido  | 12   | 9  | 3 | 3 | 3 | 11 | 13 | −2   |                                        |
| 8    | Sporting San Miguelito | 10   | 9  | 3 | 1 | 5 | 10 | 11 | −1   |                                        |
| 9    | Atlético Chiriquí      | 5    | 9  | 0 | 5 | 4 | 6  | 11 | −5   |                                        |
| 10   | C. D. Universitario    | 3    | 9  | 0 | 3 | 6 | 3  | 18 | −15  | Último lugar.                          |

 Fuente: Liga Panameña de Fútbol, Soccerway.
| Simbología |
| --- |
| Pos – Posición; PJ – Partidos Jugados; PG - Partidos Ganados; PE - Partidos Empatados; PP - Partidos Perdidos; GF – Goles a Favor; GC – Goles en Contra; DIF – Diferencia de Goles; PTS - Puntos. |

### Evolución de la clasificación
| Independiente                                | 5  | 1  | 1  | 2  | 1  | 1* | 2* | 1* | 1  |
| Tauro                                        | 7  | 5  | 9  | 9  | 6  | 5  | 5* | 7* | 2  |
| Alianza                                      | 2  | 4  | 5  | 4  | 5  | 2  | 1  | 2  | 3  |
| San Francisco                                | 6  | 7  | 7  | 5  | 2  | 4* | 4* | 3* | 4  |
| Plaza Amador                                 | 8  | 8  | 8  | 6  | 7  | 7  | 7  | 6  | 5  |
| Costa del Este                               | 1  | 3  | 2  | 3  | 4  | 3  | 3  | 4  | 6  |
| Árabe Unido                                  | 4  | 10 | 3  | 1  | 3  | 6  | 6  | 8  | 7  |
| Sporting                                     | 10 | 2  | 4  | 7  | 9  | 9  | 8  | 5  | 8  |
| Atlético Chiriquí                            | 3  | 6  | 6  | 8  | 8  | 8  | 9  | 9  | 9  |
| Universitario                                | 9  | 9  | 10 | 10 | 10 | 10 | 10 | 10 | 10 |
| Última actualización: 7 de diciembre de 2020 |    |    |    |    |    |    |    |    |    |

(*) Con partido(s) pendiente(s).

### Resumen de resultados
| Alianza F.C.                                 |     |     |     |     | 0:0 |     | 5:2 |     | 1:0 | 2:2 |
| Atlético Chiriquí                            | 1:2 |     |     | 3:3 | 0:0 | 1:2 |     |     |     | 0:1 |
| C.A. Independiente                           | 1:1 | 2:0 |     | 2:1 | 4:0 | 0:0 |     |     |     |     |
| Costa del Este F.C.                          | 1:1 |     |     |     | 3:0 | 1:1 | 1:1 |     | 2:1 |     |
| C.D. Universitario                           |     |     |     |     |     |     |     | 0:1 | 1:4 | 1:4 |
| C.D. Plaza Amador                            | 1:0 |     |     |     | 0:0 |     | 0:2 | 0:0 |     | 0:1 |
| C.D. Árabe Unido                             |     | 0:0 | 2:0 |     | 2:1 |     |     |     | 1:2 |     |
| San Francisco F.C.                           | 0:0 | 1:1 | 1:1 | 0:0 |     |     | 3:0 |     |     |     |
| Sporting S.M.                                |     | 0:0 | 0:2 |     |     | 0:1 |     | 1:2 |     |     |
| Tauro F.C.                                   |     |     | 0:3 | 0:0 |     |     | 1:1 | 1:0 | 1:2 |     |
| Última actualización: 7 de diciembre de 2020 |     |     |     |     |     |     |     |     |     |     |

|  | Victoria del conjunto local     |
|  | Empate                          |
|  | Victoria del conjunto visitante |

## Torneo Regular

### Jornadas
- Los horarios son correspondientes al tiempo de Ciudad de Panamá (UTC-5)

| Jornada 1           | Jornada 1 | Jornada 1              | Jornada 1                 | Jornada 1     | Jornada 1 | Jornada 1   | Jornada 1 | Jornada 1 | Jornada 1 |
| Local               | Resultado | Visitante              | Estadio                   | Fecha         | Hora      | Transmisión |           |           |           |
| ------------------- | --------- | ---------------------- | ------------------------- | ------------- | --------- | ----------- | --------- | --------- | --------- |
| Tauro F.C.          | 1:1       | C. D. Árabe Unido      | Agustín "Muquita" Sánchez | 22 de octubre | 18:00     |             |           |           |           |
| San Francisco F.C.  | 1:1       | C.D. Atlético Chiriquí | Virgilio Tejeira          | 24 de octubre | 15:00     |             |           |           |           |
| Costa del Este F.C. | 2:1       | Sporting San Miguelito | Agustín "Muquita" Sánchez | 24 de octubre | 18:00     |             |           |           |           |
| C.D. Plaza Amador   | 0:0       | C.D. Universitario     | Virgilio Tejeira          | 25 de octubre | 15:00     |             |           |           |           |
| C.A. Independiente  | 1:1       | Alianza F.C.           | Agustín "Muquita" Sánchez | 25 de octubre | 17:00     |             |           |           |           |
| Total de goles: 9   |           |                        |                           |               |           |             |           |           |           |

| Jornada 2              | Jornada 2 | Jornada 2              | Jornada 2                 | Jornada 2     | Jornada 2 | Jornada 2   | Jornada 2 | Jornada 2 | Jornada 2 |
| Local                  | Resultado | Visitante              | Estadio                   | Fecha         | Hora      | Transmisión |           |           |           |
| ---------------------- | --------- | ---------------------- | ------------------------- | ------------- | --------- | ----------- | --------- | --------- | --------- |
| C. D. Árabe Unido      | 1:2       | Sporting San Miguelito | Armando Dely Valdés       | 29 de octubre | 16:00     |             |           |           |           |
| Alianza F.C.           | 2:2       | Tauro F.C.             | Javier Cruz               | 29 de octubre | 18:00     |             |           |           |           |
| C.A. Independiente     | 2:0       | Costa del Este F.C.    | Agustín "Muquita" Sánchez | 30 de octubre | 15:00     |             |           |           |           |
| C.D. Plaza Amador      | 0:0       | San Francisco F.C.     | Agustín "Muquita" Sánchez | 30 de octubre | 18:00     |             |           |           |           |
| C.D. Atlético Chiriquí | 0:0       | C.D. Universitario     | Virgilio Tejeira          | 31 de octubre | 15:00     |             |           |           |           |
| Total de goles: 12     |           |                        |                           |               |           |             |           |           |           |

| Jornada 3              | Jornada 3 | Jornada 3              | Jornada 3                 | Jornada 3      | Jornada 3 | Jornada 3   | Jornada 3 | Jornada 3 | Jornada 3 |
| Local                  | Resultado | Visitante              | Estadio                   | Fecha          | Hora      | Transmisión |           |           |           |
| ---------------------- | --------- | ---------------------- | ------------------------- | -------------- | --------- | ----------- | --------- | --------- | --------- |
| Sporting San Miguelito | 0:0       | C.D. Atlético Chiriquí | Virgilio Tejeira          | 6 de noviembre | 15:00     |             |           |           |           |
| Costa del Este F.C.    | 3:0       | C.D. Universitario     | Agustín "Muquita" Sánchez | 7 de noviembre | 15:00     |             |           |           |           |
| C.D. Plaza Amador      | 0:2       | C. D. Árabe Unido      | Agustín "Muquita" Sánchez | 7 de noviembre | 18:00     |             |           |           |           |
| Tauro F.C.             | 0:3       | C.A. Independiente     | Javier Cruz               | 8 de noviembre | 16:00     |             |           |           |           |
| San Francisco F.C.     | 0:0       | Alianza F.C.           | Agustín "Muquita" Sánchez | 8 de noviembre | 19:00     |             |           |           |           |
| Total de goles: 8      |           |                        |                           |                |           |             |           |           |           |

| Jornada 4              | Jornada 4 | Jornada 4              | Jornada 4           | Jornada 4       | Jornada 4 | Jornada 4   | Jornada 4 | Jornada 4 | Jornada 4 |
| Local                  | Resultado | Visitante              | Estadio             | Fecha           | Hora      | Transmisión |           |           |           |
| ---------------------- | --------- | ---------------------- | ------------------- | --------------- | --------- | ----------- | --------- | --------- | --------- |
| C.D. Atlético Chiriquí | 1:2       | C.D. Plaza Amador      | Virgilio Tejeira    | 12 de noviembre | 15:00     |             |           |           |           |
| Tauro F.C.             | 0:0       | Costa del Este F.C.    | Javier Cruz         | 12 de noviembre | 18:00     |             |           |           |           |
| C.D. Universitario     | 0:1       | San Francisco F.C.     | Virgilio Tejeira    | 14 de noviembre | 15:00     |             |           |           |           |
| C. D. Árabe Unido      | 2:0       | C.A. Independiente     | Armando Dely Valdés | 14 de noviembre | 16:00     |             |           |           |           |
| Alianza F.C.           | 1:0       | Sporting San Miguelito | Javier Cruz         | 14 de noviembre | 18:00     |             |           |           |           |
| Total de goles: 7      |           |                        |                     |                 |           |             |           |           |           |

| Jornada 5              | Jornada 5 | Jornada 5              | Jornada 5                 | Jornada 5       | Jornada 5 | Jornada 5   | Jornada 5 | Jornada 5 | Jornada 5 |
| Local                  | Resultado | Visitante              | Estadio                   | Fecha           | Hora      | Transmisión |           |           |           |
| ---------------------- | --------- | ---------------------- | ------------------------- | --------------- | --------- | ----------- | --------- | --------- | --------- |
| C. D. Árabe Unido      | 0:0       | C.D. Atlético Chiriquí | Virgilio Tejeira          | 18 de noviembre | 15:00     |             |           |           |           |
| C.A. Independiente     | 4:0       | C.D. Universitario     | Agustín "Muquita" Sánchez | 18 de noviembre | 15:00     |             |           |           |           |
| Sporting San Miguelito | 1:2       | San Francisco F.C.     | Javier Cruz               | 18 de noviembre | 16:00     |             |           |           |           |
| C.D. Plaza Amador      | 0:1       | Tauro F.C.             | Agustín "Muquita" Sánchez | 18 de noviembre | 18:00     |             |           |           |           |
| Costa del Este F.C.    | 1:1       | Alianza F.C.           | Agustín "Muquita" Sánchez | 19 de noviembre | 15:00     |             |           |           |           |
| Total de goles: 10     |           |                        |                           |                 |           |             |           |           |           |

| Jornada 6              | Jornada 6 | Jornada 6           | Jornada 6                 | Jornada 6       | Jornada 6 | Jornada 6   | Jornada 6 | Jornada 6 | Jornada 6 |
| Local                  | Resultado | Visitante           | Estadio                   | Fecha           | Hora      | Transmisión |           |           |           |
| ---------------------- | --------- | ------------------- | ------------------------- | --------------- | --------- | ----------- | --------- | --------- | --------- |
| C.D. Universitario     | 1:4       | Tauro F.C.          | Virgilio Tejeira          | 21 de noviembre | 15:00     |             |           |           |           |
| Sporting San Miguelito | 0:1       | C.D. Plaza Amador   | Javier Cruz               | 21 de noviembre | 17:00     |             |           |           |           |
| C.D. Atlético Chiriquí | 3:3       | Costa del Este F.C. | Virgilio Tejeira          | 22 de noviembre | 15:00     |             |           |           |           |
| Alianza F.C.           | 5:2       | C. D. Árabe Unido   | Javier Cruz               | 22 de noviembre | 17:00     |             |           |           |           |
| San Francisco F.C.     | 1:1       | C.A. Independiente  | Agustín "Muquita" Sánchez | 1 de diciembre  | 16:00     |             |           |           |           |
| Total de goles: 21     |           |                     |                           |                 |           |             |           |           |           |

| Jornada 7              | Jornada 7 | Jornada 7              | Jornada 7                 | Jornada 7       | Jornada 7 | Jornada 7   | Jornada 7 | Jornada 7 | Jornada 7 |
| Local                  | Resultado | Visitante              | Estadio                   | Fecha           | Hora      | Transmisión |           |           |           |
| ---------------------- | --------- | ---------------------- | ------------------------- | --------------- | --------- | ----------- | --------- | --------- | --------- |
| C.D. Universitario     | 1:4       | Sporting San Miguelito | Virgilio Tejeira          | 24 de noviembre | 15:00     |             |           |           |           |
| C.D. Atlético Chiriquí | 1:2       | Alianza F.C.           | Virgilio Tejeira          | 25 de noviembre | 15:00     |             |           |           |           |
| Costa del Este F.C.    | 1:1       | C. D. Árabe Unido      | Agustín "Muquita" Sánchez | 25 de noviembre | 16:00     |             |           |           |           |
| C.A. Independiente     | 0:0       | C.D. Plaza Amador      | Agustín "Muquita" Sánchez | 25 de noviembre | 19:00     |             |           |           |           |
| Tauro F.C.             | 1:0       | San Francisco F.C.     | Javier Cruz               | 4 de diciembre  | 16:00     |             |           |           |           |
| Total de goles: 11     |           |                        |                           |                 |           |             |           |           |           |

| Jornada 8           | Jornada 8 | Jornada 8              | Jornada 8                 | Jornada 8       | Jornada 8 | Jornada 8   | Jornada 8 | Jornada 8 | Jornada 8 |
| Local               | Resultado | Visitante              | Estadio                   | Fecha           | Hora      | Transmisión |           |           |           |
| ------------------- | --------- | ---------------------- | ------------------------- | --------------- | --------- | ----------- | --------- | --------- | --------- |
| C.A. Independiente  | 2:0       | C.D. Atlético Chiriquí | Virgilio Tejeira          | 28 de noviembre | 15:00     |             |           |           |           |
| San Francisco F.C.  | 3:0       | C. D. Árabe Unido      | Agustín "Muquita" Sánchez | 28 de noviembre | 15:00     |             |           |           |           |
| Tauro F.C.          | 1:2       | Sporting San Miguelito | Javier Cruz               | 28 de noviembre | 19:00     |             |           |           |           |
| Alianza F.C.        | 0:0       | C.D. Universitario     | Agustín "Muquita" Sánchez | 29 de noviembre | 15:00     |             |           |           |           |
| Costa del Este F.C. | 1:1       | C.D. Plaza Amador      | Agustín "Muquita" Sánchez | 29 de noviembre | 18:00     |             |           |           |           |
| Total de goles: 10  |           |                        |                           |                 |           |             |           |           |           |

| Jornada 9              | Jornada 9 | Jornada 9           | Jornada 9                 | Jornada 9      | Jornada 9 | Jornada 9   | Jornada 9 | Jornada 9 | Jornada 9 |
| Local                  | Resultado | Visitante           | Estadio                   | Fecha          | Hora      | Transmisión |           |           |           |
| ---------------------- | --------- | ------------------- | ------------------------- | -------------- | --------- | ----------- | --------- | --------- | --------- |
| Sporting San Miguelito | 0:2       | C.A. Independiente  | Javier Cruz               | 7 de diciembre | 17:00     |             |           |           |           |
| C. D. Árabe Unido      | 2:1       | C.D. Universitario  | Armando Dely Valdés       | 7 de diciembre | 17:00     |             |           |           |           |
| C.D. Atlético Chiriquí | 0:1       | Tauro F.C.          | San Cristóbal             | 7 de diciembre | 17:00     |             |           |           |           |
| C.D. Plaza Amador      | 1:0       | Alianza F.C.        | Maracaná                  | 7 de diciembre | 17:00     |             |           |           |           |
| San Francisco F.C.     | 0:0       | Costa del Este F.C. | Agustín "Muquita" Sánchez | 7 de diciembre | 17:00     |             |           |           |           |
| Total de goles: 7      |           |                     |                           |                |           |             |           |           |           |

## Cuadro final
La fase final del torneo consiste en dos partidos únicos de serie Play-Offs, una serie semifinal y la gran final:
|  | Play-Offs            | Play-Offs            | Play-Offs            |                      |    | Semifinales                                              | Semifinales                                              | Semifinales                                              | Semifinales                                              | Semifinales                                              |   |  | Final Apertura  | Final Apertura  | Final Apertura  |  |
|  | 10 y 11 de diciembre | 10 y 11 de diciembre | 10 y 11 de diciembre |                      |    | 13 y 14 de diciembre (Ida) 16 y 17 de diciembre (Vuelta) | 13 y 14 de diciembre (Ida) 16 y 17 de diciembre (Vuelta) | 13 y 14 de diciembre (Ida) 16 y 17 de diciembre (Vuelta) | 13 y 14 de diciembre (Ida) 16 y 17 de diciembre (Vuelta) | 13 y 14 de diciembre (Ida) 16 y 17 de diciembre (Vuelta) |   |  | 20 de diciembre | 20 de diciembre | 20 de diciembre |  |
|  |                      |                      |                      |                      |    |                                                          |                                                          |                                                          |                                                          |                                                          |   |  |                 |                 |                 |  |
|  |                      |                      |                      |                      |    |                                                          |                                                          |                                                          |                                                          |                                                          |   |  |                 |                 |                 |  |
|  | 3°                   | Alianza F. C.        | 1                    |                      |    |                                                          |                                                          |                                                          |                                                          |                                                          |   |  |                 |                 |                 |  |
|  | 3°                   | Alianza F. C.        | 1                    |                      |    |                                                          |                                                          |                                                          |                                                          |                                                          |   |  |                 |                 |                 |  |
|  | 6°                   | Costa del Este F. C. | 4                    |                      |    |                                                          |                                                          |                                                          |                                                          |                                                          |   |  |                 |                 |                 |  |
|  | 6°                   | Costa del Este F. C. | 4                    |                      | 1° | C. A. Independiente                                      | 2                                                        | 0                                                        | 2                                                        |                                                          |   |  |                 |                 |                 |  |
|  |                      |                      |                      |                      | 1° | C. A. Independiente                                      | 2                                                        | 0                                                        | 2                                                        |                                                          |   |  |                 |                 |                 |  |
|  |                      |                      | 6°                   | Costa del Este F. C. | 1  | 0                                                        | 1                                                        |                                                          |                                                          |                                                          |   |  |                 |                 |                 |  |
|  |                      |                      | 6°                   | Costa del Este F. C. | 1  | 0                                                        | 1                                                        |                                                          |                                                          |                                                          |   |  |                 |                 |                 |  |
|  |                      |                      |                      |                      |    |                                                          |                                                          |                                                          |                                                          |                                                          |   |  |                 |                 |                 |  |
|  |                      |                      |                      |                      |    |                                                          |                                                          |                                                          |                                                          |                                                          |   |  |                 |                 |                 |  |
|  |                      |                      |                      |                      |    |                                                          |                                                          |                                                          | 1°                                                       | C. A. Independiente                                      | 3 |  |                 |                 |                 |  |
|  |                      |                      |                      |                      |    |                                                          |                                                          |                                                          |                                                          |                                                          | 3 |  |                 |                 |                 |  |
|  |                      |                      | 4°                   | San Francisco F. C.  | 1  |                                                          |                                                          |                                                          |                                                          |                                                          |   |  |                 |                 |                 |  |
|  | 4°                   | San Francisco F. C.  | 4°                   | San Francisco F. C.  | 1  | 1                                                        |                                                          |                                                          |                                                          |                                                          |   |  |                 |                 |                 |  |
|  | 4°                   | San Francisco F. C.  |                      |                      |    |                                                          |                                                          |                                                          |                                                          |                                                          |   |  |                 |                 |                 |  |
|  | 5°                   | C.D. Plaza Amador    | 0                    |                      |    |                                                          |                                                          |                                                          |                                                          |                                                          |   |  |                 |                 |                 |  |
|  | 5°                   | C.D. Plaza Amador    | 0                    |                      | 2° | Tauro F. C.                                              | 0                                                        | 2                                                        | 2                                                        |                                                          |   |  |                 |                 |                 |  |
|  |                      |                      |                      |                      | 2° | Tauro F. C.                                              | 0                                                        | 2                                                        | 2                                                        |                                                          |   |  |                 |                 |                 |  |
|  |                      |                      | 4°                   | San Francisco F. C.  | 2  | 2                                                        | 4                                                        |                                                          |                                                          |                                                          |   |  |                 |                 |                 |  |
|  |                      |                      | 4°                   | San Francisco F. C.  | 2  | 2                                                        | 4                                                        |                                                          |                                                          |                                                          |   |  |                 |                 |                 |  |
|  |                      |                      |                      |                      |    |                                                          |                                                          |                                                          |                                                          |                                                          |   |  |                 |                 |                 |  |
|  |                      |                      |                      |                      |    |                                                          |                                                          |                                                          |                                                          |                                                          |   |  |                 |                 |                 |  |
|  |                      |                      |                      |                      |    |                                                          |                                                          |                                                          |                                                          |                                                          |   |  |                 |                 |                 |  |
|  |                      |                      |                      |                      |    |                                                          |                                                          |                                                          |                                                          |                                                          |   |  |                 |                 |                 |  |

## Play-Offs

### Alianza F. C. - Costa del Este F. C.
| 10 de diciembre de 2020, 16:00 | Alianza         | 1:4 (0:2) | Costa del Este                                                      | Estadio Javier Cruz, Ciudad de Panamá                 |                                                       |
|                                | A. González 47' |           | Y. Jaén 6' · A. Villanueva 45 +2' · G. Pusula 53' · V. Pimentel 85' | Asistencia: Sin espectadores Árbitro(s): César Colpas | Asistencia: Sin espectadores Árbitro(s): César Colpas |

### San Francisco F. C. - C. D. Plaza Amador
| 11 de diciembre de 2020, 16:00 | San Francisco    | 1:0 (0:0) | Plaza Amador | Estadio Agustín Muquita Sánchez, La Chorrera          |                                                       |
|                                | J. Rodríguez 89' |           |              | Asistencia: Sin espectadores Árbitro(s): Jafeth Perea | Asistencia: Sin espectadores Árbitro(s): Jafeth Perea |

## Semifinales

### C. A. Independiente - Costa del Este F. C.
| 13 de diciembre de 2020, 16:00 | Costa del Este | 1:2 (1:1) | Atlético Independiente           | Estadio Maracaná, Ciudad de Panamá                    |                                                       |
|                                | E. Samms 31'   |           | A. Stephens 18' · J. Fajardo 57' | Asistencia: Sin espectadores Árbitro(s): Jorge Negron | Asistencia: Sin espectadores Árbitro(s): Jorge Negron |

| 16 de diciembre de 2020, 16:00 | Atlético Independiente | 0:0 (Global 2:1) | Costa del Este | Estadio Agustín Muquita Sánchez, La Chorrera        |  |
|                                |                        |                  |                | Asistencia: Sin espectadores Árbitro(s): John Pittí |  |

### Tauro F. C. - San Francisco F. C.
| 14 de diciembre de 2020, 16:00 | San Francisco                   | 2:0 (1:0) | Tauro | Estadio Agustín Muquita Sánchez, La Chorrera            |                                                         |
|                                | J. Rodríguez 15' · J. Catuy 62' |           |       | Asistencia: Sin espectadores Árbitro(s): Oliver Vergara | Asistencia: Sin espectadores Árbitro(s): Oliver Vergara |

| 17 de diciembre de 2020, 16:00 | Tauro                        | 2:2 (1:0) (Global 2:4) | San Francisco                   | Estadio Javier Cruz, Ciudad de Panamá                  |                                                        |
|                                | V. Medina 8' · I. Díaz 90+1' |                        | J. Catuy 64' · A. Rodríguez 89' | Asistencia: Sin espectadores Árbitro(s): Ameth Sánchez | Asistencia: Sin espectadores Árbitro(s): Ameth Sánchez |

## Final

### C. A. Independiente - San Francisco F. C.
| 20 de diciembre de 2020, 15:00 | Atlético Independiente | 3:1 (1:0) | San Francisco | Estadio Agustín Muquita Sánchez, La Chorrera, Panamá Oeste |  |
|                                |                        |           |               | Asistencia: Sin espectadores Árbitro(s): Oliver Vergara    |  |

| 12    | Guardameta     | José Guerra      |     |
| 21    | Defensa        | Francisco Vence  |     |
| 15    | Defensa        | Jiovany Ramos    |     |
| 14    | Defensa        | Azmahar Ariano   |     |
| 6     | Defensa        | Omar Córdoba     |     |
| 2     | Defensa        | Dioniso Bernal   |     |
| 22    | Centrocampista | Joseph Rosales   | 90' |
| 10    | Centrocampista | Juan González    | 76' |
| 33    | Centrocampista | Martín Morán     |     |
| 7     | Delantero      | José Fajardo     |     |
| 18    | Delantero      | Alfredo Stephens |     |
| D. T. | D. T.          | Francisco Perlo  |     |

| 18    | Guardameta     | Eric Hughes        |     |
| 25    | Defensa        | Francisco Palacios |     |
| 5     | Defensa        | Roderick Miller    |     |
| 23    | Defensa        | Roberto Chen       |     |
| 6     | Defensa        | Martín Gómez       | 76' |
| 3     | Centrocampista | Luis Pereira       | 60' |
| 20    | Centrocampista | Manuel Vargas      | 77' |
| 7     | Centrocampista | Jorge Serrano      | 60' |
| 10    | Centrocampista | Jhamal Rodríguez   |     |
| 19    | Delantero      | Jair Catuy         |     |
| 17    | Delantero      | Cristian Zúñiga    | 60' |
| D. T. | D. T.          | Gonzalo Soto       |     |

| 77 | Centrocampista | Alexis Palacios | 76' |
| 8  | Centrocampista | Rafael Águila   | 90' |

| 51 | Delantero      | Isidoro Hinestroza  | 60' |
| 9  | Delantero      | José Luis Garcés    | 60' |
| 57 | Centrocampista | Wesley Cabrera      | 60' |
| 60 | Defensa        | Jean Carlos Sánchez | 76' |
| 11 | Delantero      | Víctor Ávila        | 77' |

| 21' · 60' pen. · 95' pen. | Azmahar Ariano Alfredo Stephens | 1:0 2:0 3:1 |

| 89' | Isidoro Hinestroza | 2:1 |

| Principal  | Oliver Vergara |
| Asistentes | A. Camarena    |
|            | V. Baloy       |
| Cuarto     | John Pittí     |

| 12    | Guardameta     | José Guerra      |     |
| 21    | Defensa        | Francisco Vence  |     |
| 15    | Defensa        | Jiovany Ramos    |     |
| 14    | Defensa        | Azmahar Ariano   |     |
| 6     | Defensa        | Omar Córdoba     |     |
| 2     | Defensa        | Dioniso Bernal   |     |
| 22    | Centrocampista | Joseph Rosales   | 90' |
| 10    | Centrocampista | Juan González    | 76' |
| 33    | Centrocampista | Martín Morán     |     |
| 7     | Delantero      | José Fajardo     |     |
| 18    | Delantero      | Alfredo Stephens |     |
| D. T. | D. T.          | Francisco Perlo  |     |

| 18    | Guardameta     | Eric Hughes        |     |
| 25    | Defensa        | Francisco Palacios |     |
| 5     | Defensa        | Roderick Miller    |     |
| 23    | Defensa        | Roberto Chen       |     |
| 6     | Defensa        | Martín Gómez       | 76' |
| 3     | Centrocampista | Luis Pereira       | 60' |
| 20    | Centrocampista | Manuel Vargas      | 77' |
| 7     | Centrocampista | Jorge Serrano      | 60' |
| 10    | Centrocampista | Jhamal Rodríguez   |     |
| 19    | Delantero      | Jair Catuy         |     |
| 17    | Delantero      | Cristian Zúñiga    | 60' |
| D. T. | D. T.          | Gonzalo Soto       |     |

| 77 | Centrocampista | Alexis Palacios | 76' |
| 8  | Centrocampista | Rafael Águila   | 90' |

| 51 | Delantero      | Isidoro Hinestroza  | 60' |
| 9  | Delantero      | José Luis Garcés    | 60' |
| 57 | Centrocampista | Wesley Cabrera      | 60' |
| 60 | Defensa        | Jean Carlos Sánchez | 76' |
| 11 | Delantero      | Víctor Ávila        | 77' |

| 21' · 60' pen. · 95' pen. | Azmahar Ariano Alfredo Stephens | 1:0 2:0 3:1 |

| 89' | Isidoro Hinestroza | 2:1 |

| Principal  | Oliver Vergara |
| Asistentes | A. Camarena    |
|            | V. Baloy       |
| Cuarto     | John Pittí     |

| 12    | Guardameta     | José Guerra      |     |
| 21    | Defensa        | Francisco Vence  |     |
| 15    | Defensa        | Jiovany Ramos    |     |
| 14    | Defensa        | Azmahar Ariano   |     |
| 6     | Defensa        | Omar Córdoba     |     |
| 2     | Defensa        | Dioniso Bernal   |     |
| 22    | Centrocampista | Joseph Rosales   | 90' |
| 10    | Centrocampista | Juan González    | 76' |
| 33    | Centrocampista | Martín Morán     |     |
| 7     | Delantero      | José Fajardo     |     |
| 18    | Delantero      | Alfredo Stephens |     |
| D. T. | D. T.          | Francisco Perlo  |     |

| 18    | Guardameta     | Eric Hughes        |     |
| 25    | Defensa        | Francisco Palacios |     |
| 5     | Defensa        | Roderick Miller    |     |
| 23    | Defensa        | Roberto Chen       |     |
| 6     | Defensa        | Martín Gómez       | 76' |
| 3     | Centrocampista | Luis Pereira       | 60' |
| 20    | Centrocampista | Manuel Vargas      | 77' |
| 7     | Centrocampista | Jorge Serrano      | 60' |
| 10    | Centrocampista | Jhamal Rodríguez   |     |
| 19    | Delantero      | Jair Catuy         |     |
| 17    | Delantero      | Cristian Zúñiga    | 60' |
| D. T. | D. T.          | Gonzalo Soto       |     |

| 77 | Centrocampista | Alexis Palacios | 76' |
| 8  | Centrocampista | Rafael Águila   | 90' |

| 51 | Delantero      | Isidoro Hinestroza  | 60' |
| 9  | Delantero      | José Luis Garcés    | 60' |
| 57 | Centrocampista | Wesley Cabrera      | 60' |
| 60 | Defensa        | Jean Carlos Sánchez | 76' |
| 11 | Delantero      | Víctor Ávila        | 77' |

| 21' · 60' pen. · 95' pen. | Azmahar Ariano Alfredo Stephens | 1:0 2:0 3:1 |

| 89' | Isidoro Hinestroza | 2:1 |

| Principal  | Oliver Vergara |
| Asistentes | A. Camarena    |
|            | V. Baloy       |
| Cuarto     | John Pittí     |

| 12    | Guardameta     | José Guerra      |     |
| 21    | Defensa        | Francisco Vence  |     |
| 15    | Defensa        | Jiovany Ramos    |     |
| 14    | Defensa        | Azmahar Ariano   |     |
| 6     | Defensa        | Omar Córdoba     |     |
| 2     | Defensa        | Dioniso Bernal   |     |
| 22    | Centrocampista | Joseph Rosales   | 90' |
| 10    | Centrocampista | Juan González    | 76' |
| 33    | Centrocampista | Martín Morán     |     |
| 7     | Delantero      | José Fajardo     |     |
| 18    | Delantero      | Alfredo Stephens |     |
| D. T. | D. T.          | Francisco Perlo  |     |

| 18    | Guardameta     | Eric Hughes        |     |
| 25    | Defensa        | Francisco Palacios |     |
| 5     | Defensa        | Roderick Miller    |     |
| 23    | Defensa        | Roberto Chen       |     |
| 6     | Defensa        | Martín Gómez       | 76' |
| 3     | Centrocampista | Luis Pereira       | 60' |
| 20    | Centrocampista | Manuel Vargas      | 77' |
| 7     | Centrocampista | Jorge Serrano      | 60' |
| 10    | Centrocampista | Jhamal Rodríguez   |     |
| 19    | Delantero      | Jair Catuy         |     |
| 17    | Delantero      | Cristian Zúñiga    | 60' |
| D. T. | D. T.          | Gonzalo Soto       |     |

| 77 | Centrocampista | Alexis Palacios | 76' |
| 8  | Centrocampista | Rafael Águila   | 90' |

| 51 | Delantero      | Isidoro Hinestroza  | 60' |
| 9  | Delantero      | José Luis Garcés    | 60' |
| 57 | Centrocampista | Wesley Cabrera      | 60' |
| 60 | Defensa        | Jean Carlos Sánchez | 76' |
| 11 | Delantero      | Víctor Ávila        | 77' |

| 21' · 60' pen. · 95' pen. | Azmahar Ariano Alfredo Stephens | 1:0 2:0 3:1 |

| 89' | Isidoro Hinestroza | 2:1 |

| Principal  | Oliver Vergara |
| Asistentes | A. Camarena    |
|            | V. Baloy       |
| Cuarto     | John Pittí     |

|                                                |
| Bandera de Panamá                              |
| Club Atlético Independiente Campeón 3.° título |

## Estadísticas

### Máximos goleadores
Lista con los máximos goleadores de la competencia.
| 1.º                                           |  | Alfredo Stephens   | C. A. Independiente     | 8 |
| 2.º                                           |  | Yair Jaén          | Costa del Este F. C.    | 5 |
| 3.º                                           |  | Edwin Aguilar      | Tauro F. C.             | 4 |
| 4.º                                           |  | Joseph Cox         | C. D. Árabe Unido       | 3 |
| 4.º                                           |  | César Medina       | Alianza F. C.           | 3 |
| 4.º                                           |  | Jordy Meléndez     | C. A. Independiente     | 3 |
| 4.º                                           |  | Richard Peralta    | Tauro F. C.             | 3 |
| 4.º                                           |  | Valentín Pimentel  | Costa del Este F. C.    | 3 |
| 4.º                                           |  | José Fajardo       | C. A. Independiente     | 3 |
| 4.º                                           |  | Jair Catuy         | San Francisco F. C.     | 3 |
| 5.º                                           |  | Abdiel Abrego      | Alianza F. C.           | 2 |
| 5.º                                           |  | Leandro Ávila      | C. D. Plaza Amador      | 2 |
| 5.º                                           |  | Ernesto Sinclair   | Costa del Este F. C.    | 2 |
| 5.º                                           |  | Ricauter Barsallo  | Alianza F. C.           | 2 |
| 5.º                                           |  | Azarias Londoño    | Alianza F. C.           | 2 |
| 5.º                                           |  | Richard Rodríguez  | Sporting San Miguelito  | 2 |
| 5.º                                           |  | Edgar Aparicio     | C. D. Atlético Chiriquí | 2 |
| 5.º                                           |  | Ricardo Clarke     | Sporting San Miguelito  | 2 |
| 5.º                                           |  | César Yanis        | Costa del Este F. C.    | 2 |
| 5.º                                           |  | Víctor Ávila       | San Francisco F. C.     | 2 |
| 5.º                                           |  | Efraín Bristán     | C. D. Árabe Unido       | 2 |
| 5.º                                           |  | Luis Tejada        | C. D. Plaza Amador      | 2 |
| 5.º                                           |  | Jhamal Rodríguez   | San Francisco F. C.     | 2 |
| 5.º                                           |  | Víctor Medina      | Tauro F. C.             | 2 |
| 5.º                                           |  | Isidoro Hinestroza | San Francisco F. C.     | 2 |
| 6.º                                           |  | Gilberto Hernández | C. D. Árabe Unido       | 1 |
| 6.º                                           |  | Sergio Cunningham  | San Francisco F. C.     | 1 |
| 6.º                                           |  | Yeison Ortega      | C. D. Atlético Chiriquí | 1 |
| 6.º                                           |  | Reymundo Williams  | Costa del Este F. C.    | 1 |
| 6.º                                           |  | Tomás Rodríguez    | Sporting San Miguelito  | 1 |
| 6.º                                           |  | Alexis Palacios    | C. A. Independiente     | 1 |
| 6.º                                           |  | Francisco Vence    | C. A. Independiente     | 1 |
| 6.º                                           |  | Erick Rodríguez    | C. D. Árabe Unido       | 1 |
| 6.º                                           |  | Yair Renteria      | Sporting San Miguelito  | 1 |
| 6.º                                           |  | Rodolfo Ford       | C. D. Árabe Unido       | 1 |
| 6.º                                           |  | José Gómez         | C. D. Atlético Chiriquí | 1 |
| 6.º                                           |  | Guido Rouse        | C. A. Independiente     | 1 |
| 6.º                                           |  | Leonel Triana      | C. A. Independiente     | 1 |
| 6.º                                           |  | Omar Browne        | C. A. Independiente     | 1 |
| 6.º                                           |  | Fernando Mena      | San Francisco F. C.     | 1 |
| 6.º                                           |  | Omar Hinestroza    | Tauro F. C.             | 1 |
| 6.º                                           |  | Diego Valanta      | Tauro F. C.             | 1 |
| 6.º                                           |  | Javier Rivera      | C. D. Atlético Chiriquí | 1 |
| 6.º                                           |  | Raúl Guerra        | C. D. Atlético Chiriquí | 1 |
| 6.º                                           |  | Rudy Yearwood      | Alianza F. C.           | 1 |
| 6.º                                           |  | Édgar Cunningham   | C. D. Árabe Unido       | 1 |
| 6.º                                           |  | Carlos Gutiérrez   | C. D. Universitario     | 1 |
| 6.º                                           |  | Ronaldo Dinolis    | Sporting San Miguelito  | 1 |
| 6.º                                           |  | Kadir Hurtado      | Sporting San Miguelito  | 1 |
| 6.º                                           |  | Alcides Díaz       | Alianza F. C.           | 1 |
| 6.º                                           |  | Roberto Chen       | San Francisco F. C.     | 1 |
| 6.º                                           |  | Jorge Serrano      | San Francisco F. C.     | 1 |
| 6.º                                           |  | Misael Acosta      | Tauro F. C.             | 1 |
| 6.º                                           |  | Alexis Corpas      | Sporting San Miguelito  | 1 |
| 6.º                                           |  | Jonathan Ceceña    | C. D. Plaza Amador      | 1 |
| 6.º                                           |  | Jiovany Ramos      | C. A. Independiente     | 1 |
| 6.º                                           |  | Carlos Small       | C. D. Árabe Unido       | 1 |
| 6.º                                           |  | Sergio Moreno      | C. D. Universitario     | 1 |
| 6.º                                           |  | Adonis Villanueva  | Costa del Este F. C.    | 1 |
| 6.º                                           |  | Alexander González | Alianza F. C.           | 1 |
| 6.º                                           |  | Gabriel Pusula     | Costa del Este F. C.    | 1 |
| 6.º                                           |  | Edson Samms        | Costa del Este F. C.    | 1 |
| 6.º                                           |  | Aimar Rodríguez    | San Francisco F. C.     | 1 |
| 6.º                                           |  | Ismael Díaz        | Tauro F. C.             | 1 |
| 6.º                                           |  | Azmahar Ariano     | C. A. Independiente     | 1 |
| Última actualización: 20 de diciembre de 2020 |  |                    |                         |   |

### Autogoles
| Rudy Yearwood                                 | Alianza F. C. | Deportivo Árabe Unido | 5:2 | 36' | 22/11/2020 |
| Última actualización: 22 de noviembre de 2020 |               |                       |     |     |            |

### Tripletes o póker
Lista de jugadores que anoten triplete en un partido.
| Bandera de ?                              |  |  | : |  | 0/0/2020 |
| Última actualización:# de octubre de 2020 |  |  |   |  |          |

### Mejor portero o menos vencido
Lista de jugadores que recibieron menos goles encajados.
| 1                                            | Eddie Roberts     | Club Atlético Independiente | 1  | 3  | 0.33  |
| 2                                            | Samuel Castañeda  | San Francisco FC            | 2  | 5  | 0.40  |
| 3                                            | José Guerra       | Club Atlético Independiente | 5  | 10 | 0.50  |
| 4                                            | Jaime De Gracia   | C. D. Plaza Amador          | 6  | 10 | 0.60  |
| 5                                            | Eric Hughes       | San Francisco F. C.         | 7  | 8  | 0.875 |
| 6                                            | Cecilio Hinojosa  | Tauro F. C.                 | 7  | 8  | 0.875 |
| 7                                            | César Samudio     | Costa del Este F. C.        | 8  | 9  | 0.88  |
| 8                                            | José Cubilla      | C. D. Atlético Chiriquí     | 8  | 7  | 1.14  |
| 9                                            | Álex Rodríguez    | Sporting San Miguelito      | 11 | 9  | 1.22  |
| 10                                           | Juan Loaiza       | C. D. Universitario         | 9  | 7  | 1.29  |
| 11                                           | Kevin Melgar      | Costa del Este F. C.        | 4  | 3  | 1.33  |
| 12                                           | José Kelly        | C. D. Árabe Unido           | 11 | 8  | 1.38  |
| 13                                           | Edward Chacón     | C. D. Atlético Chiriquí     | 11 | 8  | 1.38  |
| 14                                           | Reynaldo Polo     | Alianza F. C.               | 9  | 6  | 1.50  |
| 15                                           | Álvaro Montenegro | Alianza F. C.               | 4  | 5  | 1.50  |
| 16                                           | Jorginho Frías    | Tauro F. C.                 | 6  | 4  | 1.50  |
| 17                                           | Aldo Ciel         | C. D. Árabe Unido           | 2  | 1  | 2     |
| 18                                           | Óscar McFarlane   | C. D. Universitario         | 9  | 4  | 2.25  |
| Última actualización:20 de diciembre de 2020 |                   |                             |    |    |       |

### Récords
- Primer gol de la temporada: Jornada 1; Gilberto Hernández del Deportivo Árabe Unido vs. Tauro (22 de octubre de 2020)

- Último gol de la temporada: Final; Alfredo Stephens del Atlético Independiente vs. San Francisco (20 de diciembre de 2020)

- Gol más tempranero: Minuto 6; Yair Jaén del Costa del Este F. C. vs. Alianza F. C. (10 de diciembre de 2020)

- Gol más tardío: Minuto 94; Ernesto Sinclair del Costa del Este F. C. vs. Atlético Chiriquí (22 de noviembre de 2020)

- Mayor número de goles marcados en un partido: 6 goles; (3 - 3) Atlético Chiriquí vs. Costa del Este F. C. (22 de noviembre de 2020)

- Partido con más penaltis a favor de un equipo: 4 penales; (3 - 3) Atlético Chiriquí vs. Costa del Este F. C. (22 de noviembre de 2020)

- Mayor victoria local: 4 - 0; C. A. Independiente vs. C. D. Universitario (18 de noviembre de 2020)

- Mayor victoria visitante: 1 - 4; 
 C. D. Universitario vs. Tauro F. C. (21 de noviembre de 2020)
 Alianza F. C. vs. Costa del Este F. C. (10 de diciembre de 2020)

## Clasificación a torneos internacionales
Temporada 2020
| Clasificado como | Liga Concacaf 2020     |
| ---------------- | ---------------------- |
| Panamá 1         | Tauro Fútbol Club      |
| Panamá 2         | San Francisco FC       |
| Panamá 3         | Atlético Independiente |

Temporada 2021
| Clasificado como | Liga Concacaf 2021     |
| ---------------- | ---------------------- |
| Panamá 1         | Atlético Independiente |

## Cambios de categoría
| Ascendidos a Liga Cable Onda 2021 | Descendidos a Liga de Ascenso 2021 |
| --------------------------------- | ---------------------------------- |
| Suspendido                        | Suspendido                         |

## Premios

### Premios Individuales del Torneo
- Mejor Director Técnico:
- Portero Menos Vencido:
- Jugador Revelación:
- Mejor Jugador Reservas:
- Mejor Jugador del Torneo o MVP:
- Goleador del Torneo:
- Gol Estrella:
- Equipo Fair Play: